# 曲松镇
曲松镇（藏語：ཆུ་གསུམ་），是中华人民共和国西藏自治区山南市曲松县下辖的一个乡镇级行政单位。

## 行政区划
曲松镇下辖以下地区：
曲松村、下落村、琼嘎村、东嘎村、贡堆村、贡麦村和措堆村。